# 格雷 (上索恩省)
格雷（法語發音：[ɡʁe] ⓘ），法国东北部城市，勃艮第-弗朗什-孔泰大区上索恩省的一个市镇，隶属于沃苏勒区，其市镇面积为20.26平方公里，2022年1月1日时人口数量为5,455人，是该省人口第五多的市镇，在法国城市中排名第1,991位。
格雷位于上索恩省西部，索恩河畔，在上索恩省成立初期曾为该省的省会，现为一个区域性的中心城市，多条公路在此交汇。法国数学家安托万·奥古斯丁·古诺出生于格雷。

## 地名

### 汉语译名
因翻译标准不同，“Gray”在部分汉语文献中被译为格赖或格莱镇。此外，名称中包含“Gray”的邻近市镇“Arc-lès-Gray”、“Autrey-lès-Gray”和“Chargey-lès-Gray”被《世界地名翻译大辞典》与《世界地名译名词典》译为“'阿尔克莱格赖”、“欧特雷莱格赖”和“沙尔热莱格赖”，尽管此二书已将“Gray”译作“格雷”。

## 历史

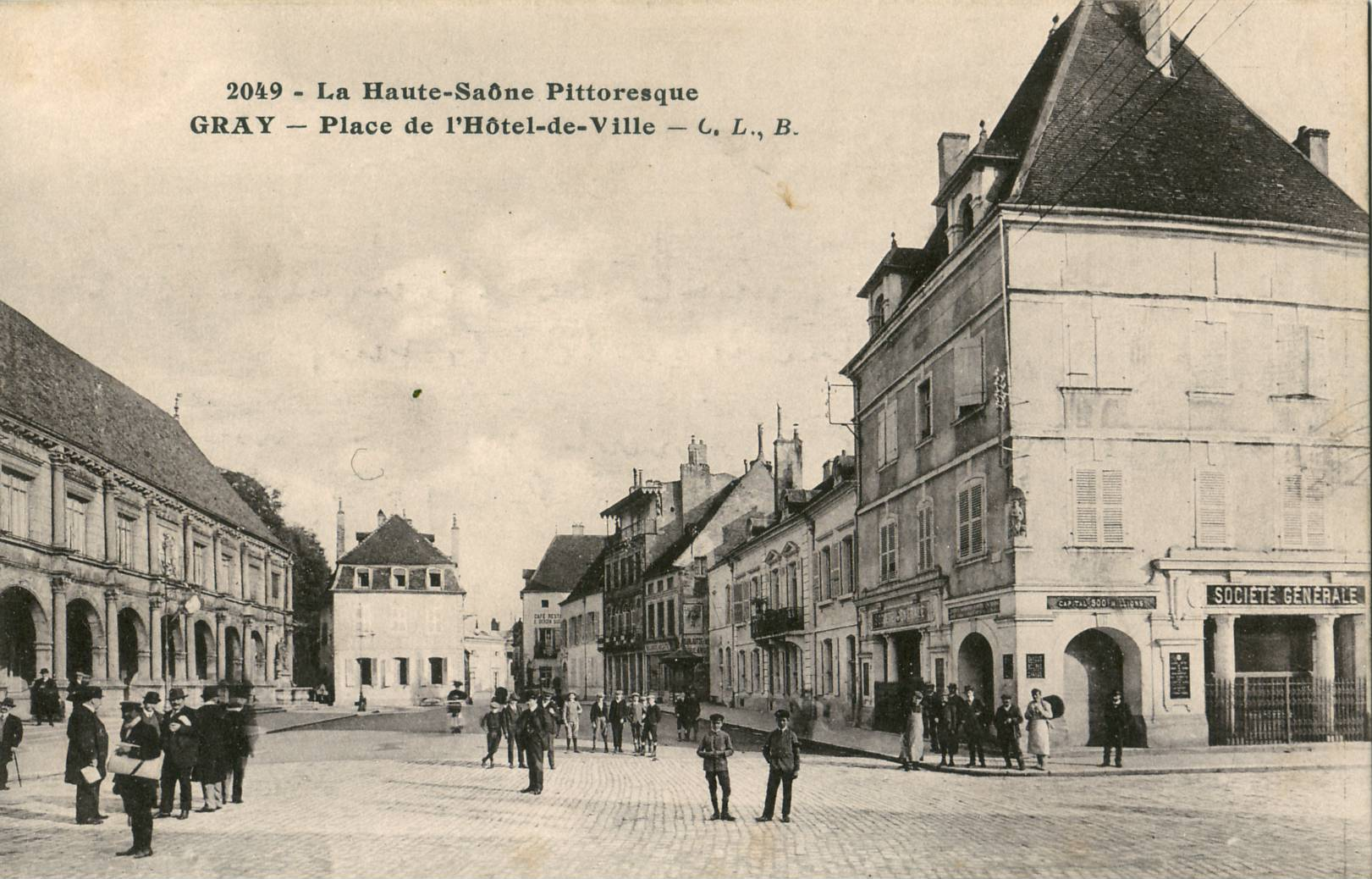
20世纪初的格雷市区

格雷的早期历史尚不清楚。根据当地官方网站的论述，格雷于公元11世纪时形成聚落，彼时，该区域为勃艮第公国的领土。13世纪末，教宗尼各老四世在格雷开办了一处高等学堂，成为欧洲最早的大学之一。1423年，勃艮第公爵菲利普三世将学堂迁至多勒并建立多勒大学。勃艮第王位继承战争期间，勃艮第军队在此与法兰西军队发生围城战并获得胜利。在1479年的一次战役中，路易十一率兵占领格雷并拆除了当地的城墙。16世纪时，格雷所在的勃艮第伯国被哈布斯堡王室继承，随着索恩河航路的开辟，格雷发展成为一个商业码头。1679年，根据《尼美根條約》，勃艮第伯国被路易十四获得，成为法兰西王国的一个行省。17世纪末的遗产战争中，哈布斯堡西班牙军队于1668年和1674年两次发动格雷围城战但均未能成功。法国大革命后，格雷成为上索恩省的一个市镇，并成为该省的一个省会。1800年，省会迁至沃苏勒，格雷改为一个地区行署。工业革命期间，连接格雷的多条铁路陆续建成，后因汽车的兴起而纷纷关闭。1926年，根据雷蒙·普恩加莱改革方案，格雷副省政府被撤销，格雷区整体并入沃苏勒区，不过当地的“副省政府广场”（place de Sous-préfecture）得以保留。

## 地理

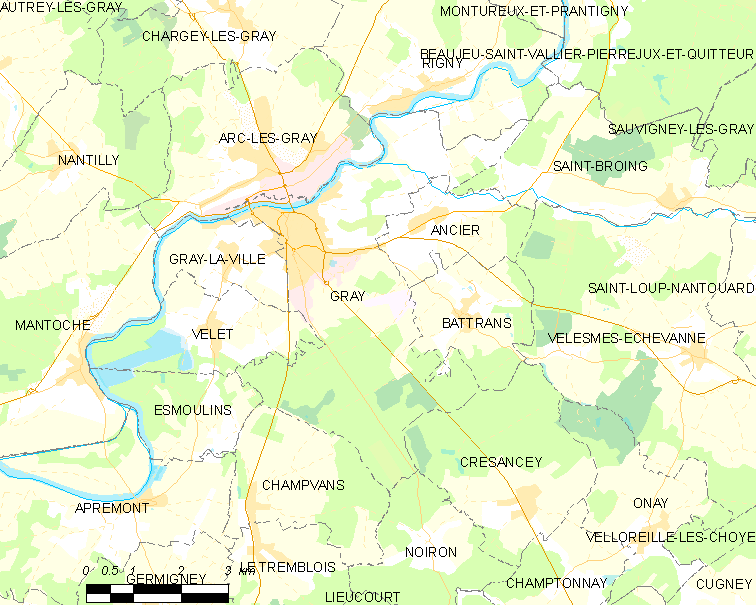
市镇范围地图

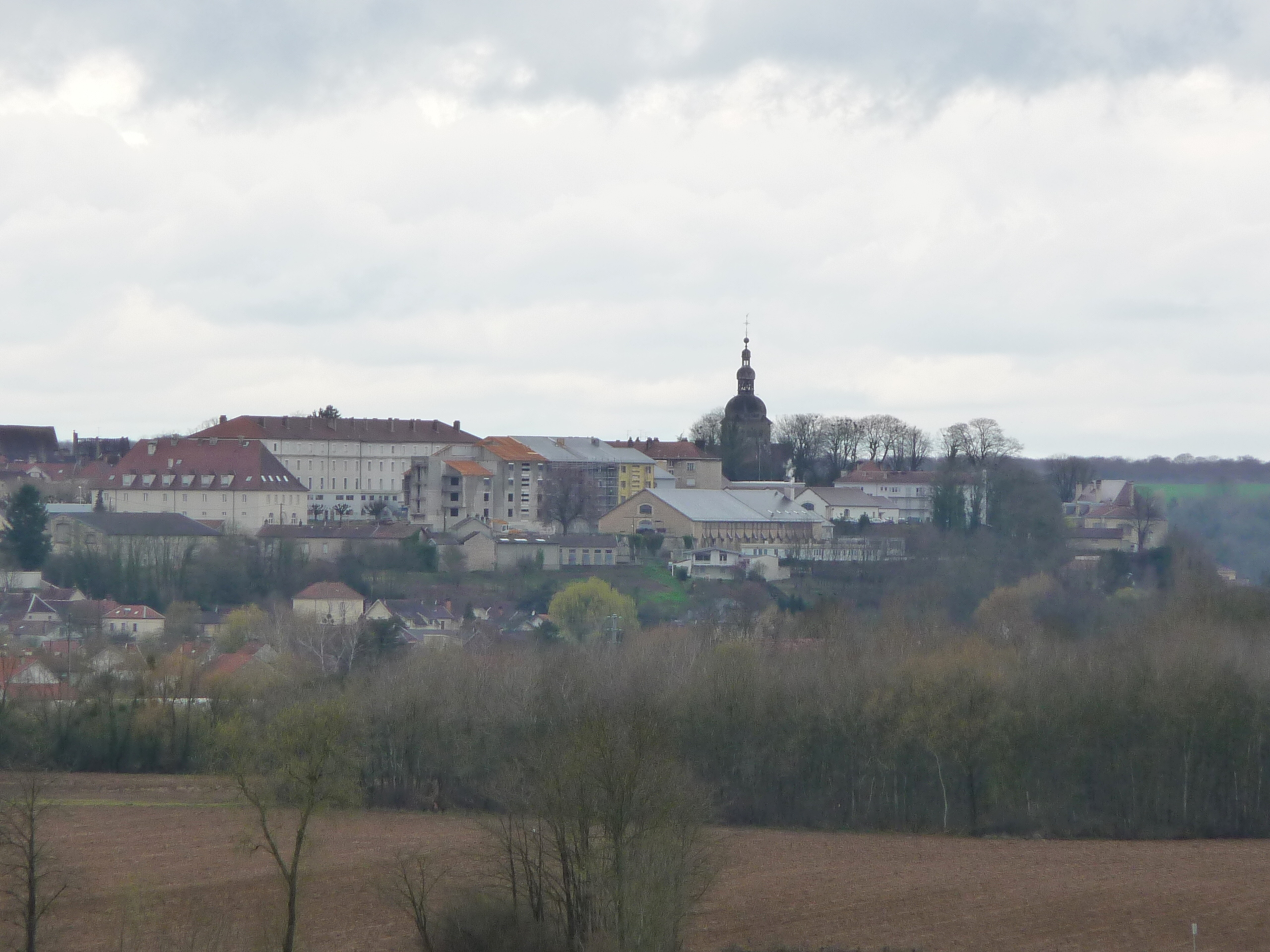
远眺冬季的格雷市区

格雷位于法国东北部，勃艮第-弗朗什-孔泰大区中东部和上索恩省西部，距离省会沃苏勒大约58公里。与格雷接壤的市镇包括：里尼、阿尔克莱格雷、巴特朗、尚旺、格雷城、努瓦龙。

### 地形
格雷位于朗格勒高原东部腹地，境内以丘陵及浅丘为主，市镇中心地势自索恩河岸向南逐渐抬升，全境海拔在187到249米之间。

### 水文
格雷位于罗讷河流域，其右岸支流索恩河自东向西流经境内，其市区大部分位于河流左岸。此外格雷市镇范围内还有多处水域，其中南格雷湖（Étang de Gray Sud）附近被开辟为城市绿地。

### 植被
格雷属于温带阔叶混交林区，市镇范围南部的“高木森林”（Forêt des Hauts Bois）是一片天然林地，索恩河畔的索宰岛公园（Parc de l'Île de Sauzay）则是当地主要的城市绿地。
在鲜花城市的评比中，格雷被评为3星级鲜花城市。

### 气候
格雷在柯本气候分类法中属于温带海洋性气候，因其距离海岸线相对较远，故当地气候又有大陆性特征。
距离格雷最近的常年气象站位于市区以北5公里外的沙尔热莱格雷境内，以下为该气象站的数据：
| 沙尔热莱格雷1981年－2019年 | 沙尔热莱格雷1981年－2019年 | 沙尔热莱格雷1981年－2019年 | 沙尔热莱格雷1981年－2019年 | 沙尔热莱格雷1981年－2019年 | 沙尔热莱格雷1981年－2019年 | 沙尔热莱格雷1981年－2019年 | 沙尔热莱格雷1981年－2019年 | 沙尔热莱格雷1981年－2019年 | 沙尔热莱格雷1981年－2019年 | 沙尔热莱格雷1981年－2019年 | 沙尔热莱格雷1981年－2019年 | 沙尔热莱格雷1981年－2019年 | 沙尔热莱格雷1981年－2019年 |
| 月份                       | 1月                        | 2月                        | 3月                        | 4月                        | 5月                        | 6月                        | 7月                        | 8月                        | 9月                        | 10月                       | 11月                       | 12月                       | 全年                       |
| -------------------------- | -------------------------- | -------------------------- | -------------------------- | -------------------------- | -------------------------- | -------------------------- | -------------------------- | -------------------------- | -------------------------- | -------------------------- | -------------------------- | -------------------------- | -------------------------- |
| 历史最高温 °C（°F）        | 15 (59)                    | 17.2 (63.0)                | 22.7 (72.9)                | 27.7 (81.9)                | 31.7 (89.1)                | 36.1 (97.0)                | 37.6 (99.7)                | 39.3 (102.7)               | 31.9 (89.4)                | 27.6 (81.7)                | 21.9 (71.4)                | 15.8 (60.4)                | 39.3 (102.7)               |
| 平均高温 °C（°F）          | 5.2 (41.4)                 | 7.4 (45.3)                 | 11.8 (53.2)                | 16 (61)                    | 20.4 (68.7)                | 24.2 (75.6)                | 25.9 (78.6)                | 25.5 (77.9)                | 21.2 (70.2)                | 16 (61)                    | 9.3 (48.7)                 | 5.3 (41.5)                 | 15.7 (60.3)                |
| 日均气温 °C（°F）          | 2.5 (36.5)                 | 3.9 (39.0)                 | 7.3 (45.1)                 | 10.6 (51.1)                | 15 (59)                    | 18.3 (64.9)                | 19.9 (67.8)                | 19.7 (67.5)                | 16 (61)                    | 11.8 (53.2)                | 6.3 (43.3)                 | 2.9 (37.2)                 | 11.2 (52.2)                |
| 平均低温 °C（°F）          | −0.1 (31.8)                | 0.4 (32.7)                 | 2.8 (37.0)                 | 5.3 (41.5)                 | 9.5 (49.1)                 | 12.3 (54.1)                | 13.9 (57.0)                | 13.9 (57.0)                | 10.8 (51.4)                | 7.6 (45.7)                 | 3.2 (37.8)                 | 0.6 (33.1)                 | 6.7 (44.1)                 |
| 历史最低温 °C（°F）        | −12.5 (9.5)                | −12.7 (9.1)                | −11.2 (11.8)               | −3.7 (25.3)                | 0.9 (33.6)                 | 2.5 (36.5)                 | 6.7 (44.1)                 | 5.6 (42.1)                 | 2.6 (36.7)                 | −4.6 (23.7)                | −9.4 (15.1)                | −18.2 (−0.8)               | −18.2 (−0.8)               |
| 平均降水量 mm（）          | 54.4 (2.14)                | 53.8 (2.12)                | 66.4 (2.61)                | 65.2 (2.57)                | 84.7 (3.33)                | 71.5 (2.81)                | 81 (3.2)                   | 84.2 (3.31)                | 64.1 (2.52)                | 87.1 (3.43)                | 83.2 (3.28)                | 66.8 (2.63)                | 862.4 (33.95)              |
| 月均日照時數               | 77.6                       | 104.8                      | 147.7                      | 198.8                      | 215.7                      | 220                        | 237.8                      | 211                        | 178.9                      | 125.8                      | 71.8                       | 58.6                       | 1,848.5                    |
| 来源：infoclimat.fr        |                            |                            |                            |                            |                            |                            |                            |                            |                            |                            |                            |                            |                            |

## 行政区划
格雷的市镇编号为70279，邮政编号为70100。
在行政管理方面，格雷隶属于法国勃艮第-弗朗什-孔泰大区上索恩省沃苏勒区；在地方选举方面，格雷是格雷县的中央投票站所在地，其市镇范围全境被划入上索恩省第一选区；在社会管理方面，格雷是格雷河谷市镇公共社区的办公驻地。
法国国家统计与经济研究所（简称）在进行数据统计时，将格雷及相邻的另外3个市镇设为格雷城市核心区，并将包括核心区在内的周边共32个市镇划为格雷城市区。自2020年起，格雷城市区被包含63个市镇的格雷城市辐射区代替。此外，还将格雷市镇分为了3个“块区”（IRIS），以便于统计人口分布情况。

## 交通

### 公路
多条上索恩省省道在格雷境内交汇。勃艮第-弗朗什-孔泰大区下属的城际客运提供多条途径格雷的长途巴士线路，可前往沃苏勒、第戎、贝桑松等地。
| 8 梅斯 特鲁瓦 | 39 |

| Plombières 巴黎 欧塞尔 | 58 |

| 沃苏勒 | 58 |

| 肖蒙 | 100 |

| 里奥 | 46 |

| 索恩港 | 53 |

| 第戎 | 51 |

| 多勒 | 45 |

| 蒂耶河畔伊斯 | 48 |

| 克蒂尼 | 45 |

| 贝桑松 | 52 |

| 朗格勒 | 57 |

| 勒科洛涅 | 30 |

| 佩姆 | 20 |

2018年，56.8%的格雷家庭拥有至少一辆私人汽车。2019年，格雷境内共发生各类交通事故5起，造成1人遇难，4人受伤。

### 铁路

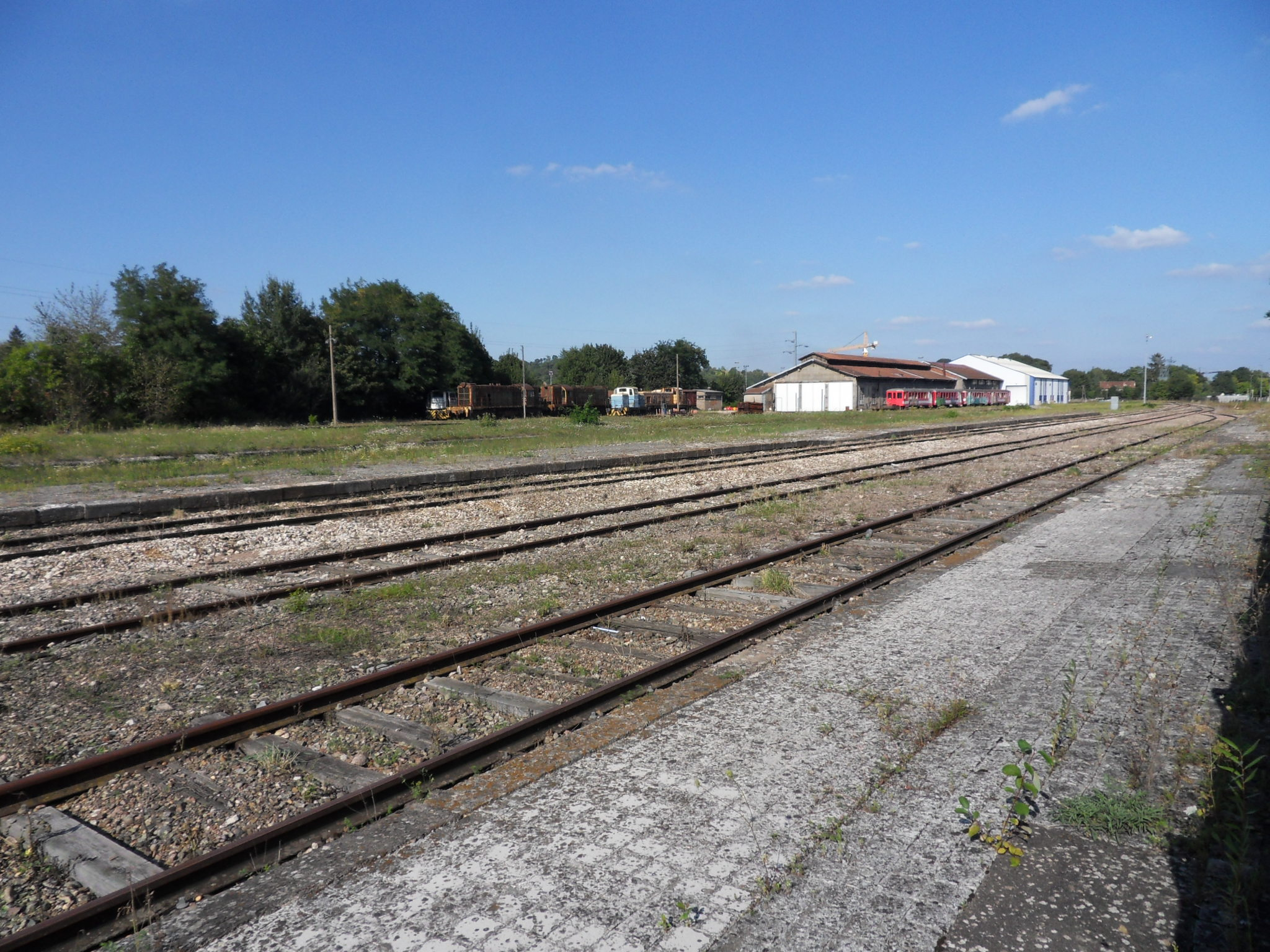
格雷火车站内的股道

格雷位于特鲁瓦－格雷铁路、格雷－圣让德洛讷铁路、屈尔蒙-沙兰德雷－格雷铁路、韦夫尔－格雷铁路和格雷－弗赖桑铁路的交汇处，这五条铁路均已停止客运服务。格雷站位于市区北部，索恩河右岸，现为一个货运铁路车站。
距离格雷最近的运营中的客运铁路车站为47公里外的蒂耶河畔伊斯站，该站停靠往返于第戎和南锡一线的区域列车，少量班次可前往肖蒙。

### 航空
距离格雷最近的民用航空站为多勒机场，距离格雷市中心的公路里程约53公里。

### 城市公共交通
格雷市政府提供当地的城市公共交通系统。截至2022年1月，该系统共包括1条单循环公交线路，每日两班，周二至五开行，路网覆盖了格雷市区内的主要街道和居民区。

## 政治

### 市政内阁

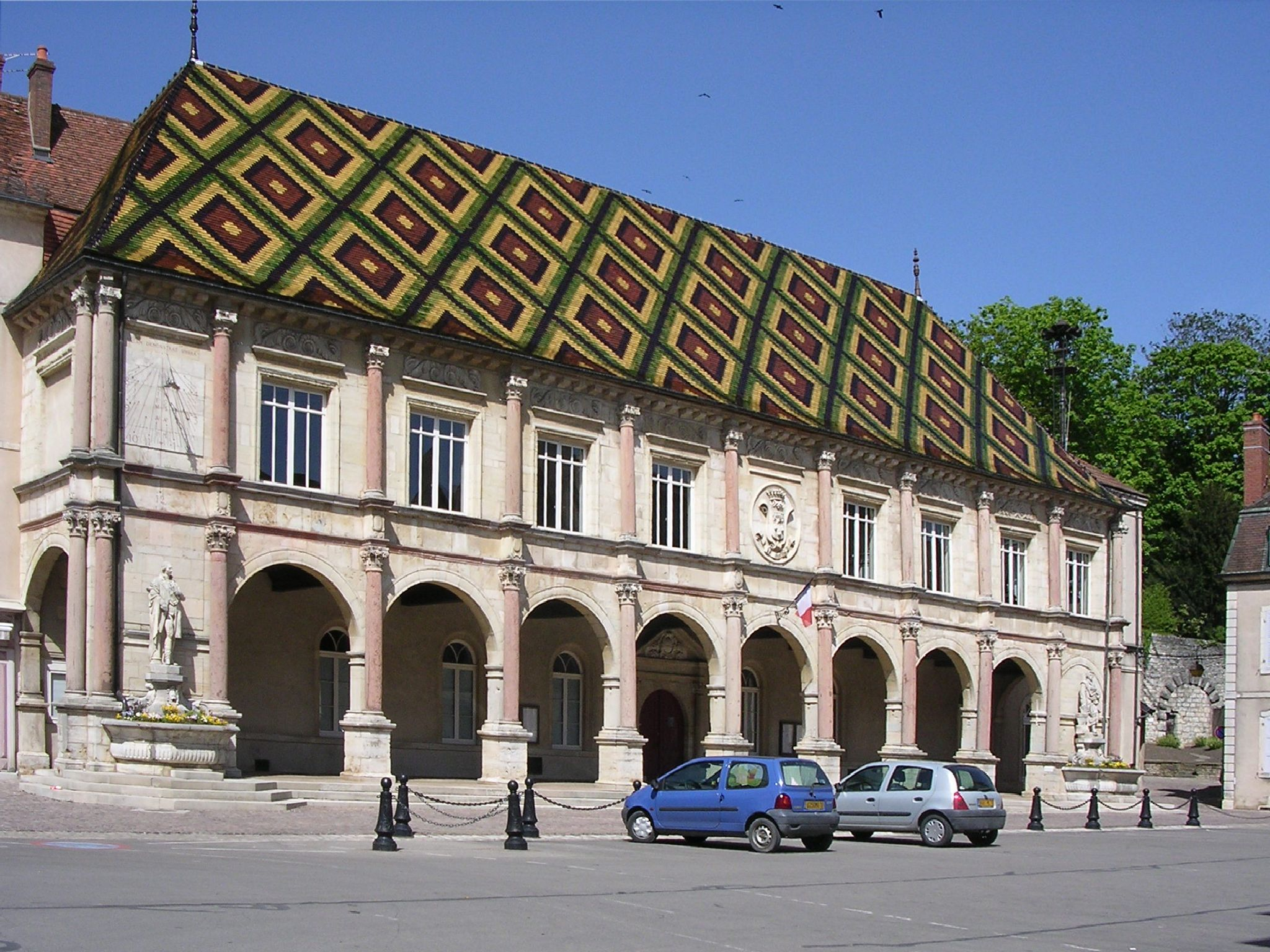
格雷市政厅

格雷的现任市长为克里斯托夫·洛朗索先生（Christophe Laurençot），他是共和党的一名成员，在2020年的市政选举中获得了68.21%的支持率。
| 格雷历届市长   | 格雷历届市长                            | 格雷历届市长                     |
| 任期           | 市长                                    | 党派                             |
| -------------- | --------------------------------------- | -------------------------------- |
| 1944年－1945年 | Albert WEYL 阿尔贝·魏尔                 | 不详                             |
| 1945年－1947年 | Roger PROTET 罗歇·普罗泰                | 不详                             |
| 1947年－1977年 | Pierre VITTER 皮埃尔·维泰尔             | PR法国共和人党                   |
| 1977年－1983年 | Michel VIGNERON 米歇尔·维涅龙           | PS社会党                         |
| 1983年－1995年 | Jean KOHLER 让·科勒                     | RPR保衛共和聯盟                  |
| 1995年－1998年 | Christian BERGELIN 克里斯蒂安·贝热兰    | RPR保衛共和聯盟                  |
| 1998年－2014年 | Michel ALLIOT 米歇尔·阿利奥             | RPR保衛共和聯盟 →UMP人民运动联盟 |
| 2014年－       | Christophe LAURENTÇOT 克里斯托夫·洛朗索 | UMP人民运动联盟 →LR共和黨        |

### 各级选举
| 格雷历届投票选举结果 | 格雷历届投票选举结果 | 格雷历届投票选举结果 | 格雷历届投票选举结果         | 格雷历届投票选举结果 | 格雷历届投票选举结果 | 格雷历届投票选举结果         | 格雷历届投票选举结果 | 格雷历届投票选举结果 |
| 选举项目             | 选区单位             | 选举结果             | 选举结果                     | 选举结果             | 选举结果             | 选举结果                     | 选举结果             | 参考资料             |
| 选举项目             | 选区单位             | 第一轮胜出者         | 第一轮胜出者                 | 支持率               | 第二轮胜出者         | 第二轮胜出者                 | 支持率               | 参考资料             |
| -------------------- | -------------------- | -------------------- | ---------------------------- | -------------------- | -------------------- | ---------------------------- | -------------------- | -------------------- |
| 2017年法國總統選舉   | 市镇                 |                      | 玛丽娜·勒庞                  | 27.68%               |                      | 埃马纽埃尔·马克龙            | 57.11%               | [ 29 ]               |
| 2017年法国立法选举   | 上索恩省第一选区     |                      | 芭芭拉·贝索·巴洛             | 24.9%                |                      | 芭芭拉·贝索·巴洛             | 60.88%               | [ 29 ]               |
| 2019年欧洲议会选举   | 市镇                 |                      | 若尔丹·巴尔代拉              | 29.57%               | （不适用）           | （不适用）                   | （不适用）           | [ 29 ]               |
| 2021年法国省级选举   | 格雷县               |                      | 洛朗·巴伊 克洛迪·肖夫洛-迪邦 | 41.95%               |                      | 洛朗·巴伊 克洛迪·肖夫洛-迪邦 | 51.54%               | [ 30 ]               |
| 2021年法国大区选举   | 市镇                 |                      | 玛丽-吉特·迪费               | 36.24%               |                      | 玛丽-吉特·迪费               | 47.36%               | [ 31 ]               |
| 2022年法国总统选举   | 市镇                 |                      | 玛丽娜·勒庞                  | 31.71%               |                      | 玛丽娜·勒庞                  | 51.09%               | [ 29 ]               |
| 2022年法国立法选举   | 上索恩省第一选区     |                      | 芭芭拉·贝索·巴洛             | 24.75%               |                      | 芭芭拉·贝索·巴洛             | 50.37%               | [ 29 ]               |

## 人口
2018年，格雷市镇人口数量为5,541，在法国排名第1,991位。其中男性2,577人，女性2,964人，75岁及以上人口占12.4%，外籍人口数量为1,556人，人口密度为273人/平方公里，当地居民被称为（男性）或（女性）。2019年，格雷境内出生47人，死亡人口116人。
| 格雷1901年－2019年人口变化情况 |
|                                |
| 数据来源：Cassini、INSEE       |

## 经济

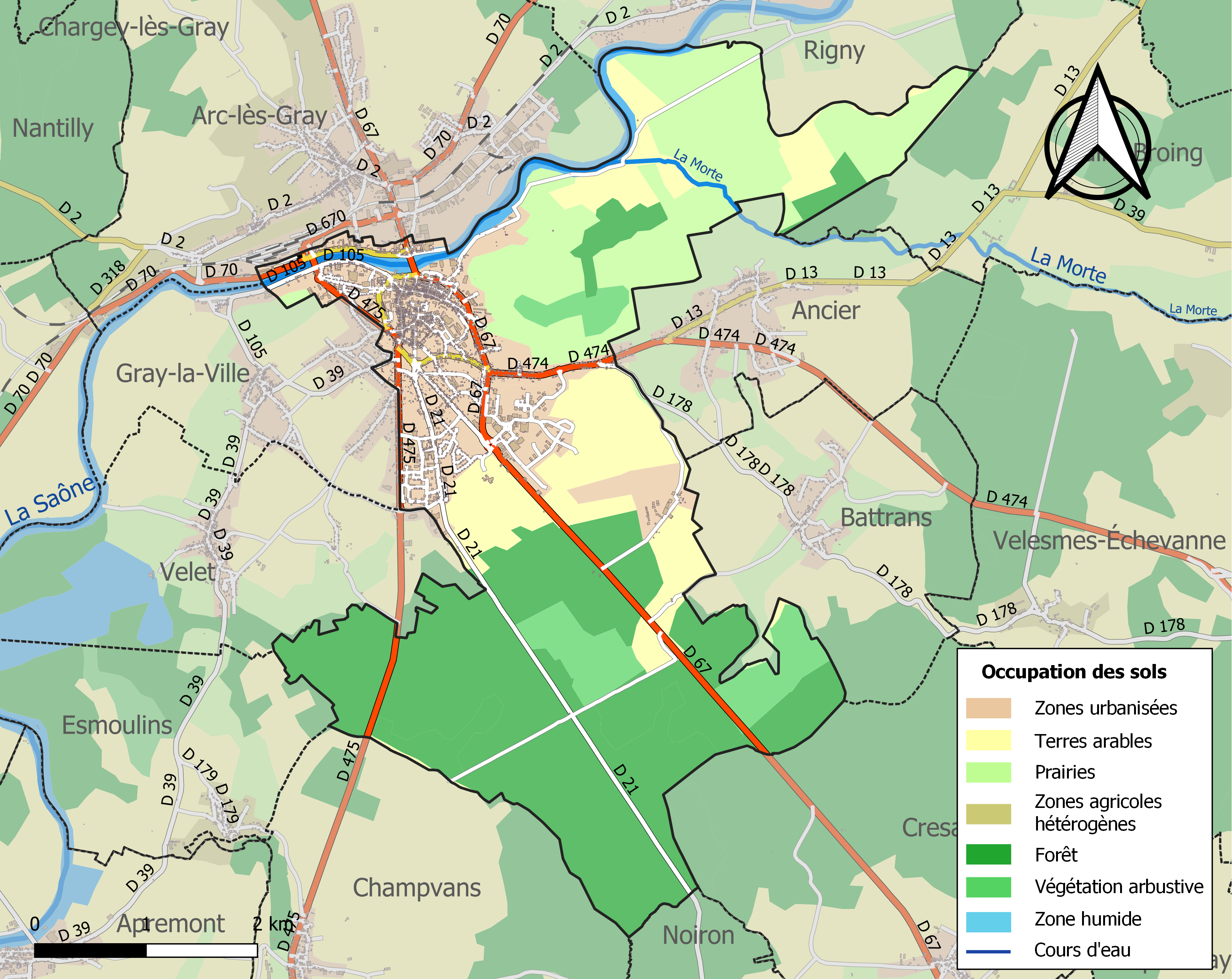
格雷土地利用情况地图

格雷是一个区域性的中心城市。截止2022年1月，格雷市镇范围内共有各类用人单位（包含自雇）1,052家，平均历史为19年，其中98.89%为中小型企业（PME）。（汽车配件生产）、（常温仓储）及（汽车销售）是当地2020年营业额最高的三个企业，分别为23,623,943欧元、2,386,526欧元和1,875,865欧元。

## 财政与居民收入
2020年，格雷的财政收入总额为5,822,420欧元，财政支出总额为4,986,330欧元，当年的债务总额为7,326,310欧元。2021年，格雷共获得2,455,197欧元的国家财政补助，比上一年增加了3.95%。
2019年，格雷的人均月收入总额为1,880欧元，其中高级职员为3,690欧元，低于法国平均水平（4,230欧元）；中级职员为2,213欧元，低于法国平均水平（2,411欧元）；普通职员为1,551欧元，亦低于法国平均水平（1,740欧元）。
2018年，格雷境内的青壮年（15至64岁）失业率为21.2%，当地34.3%的家庭拥有纳税资格，平均纳税1,767欧元，低于法国平均水平（3,910欧元）。

## 社会事务

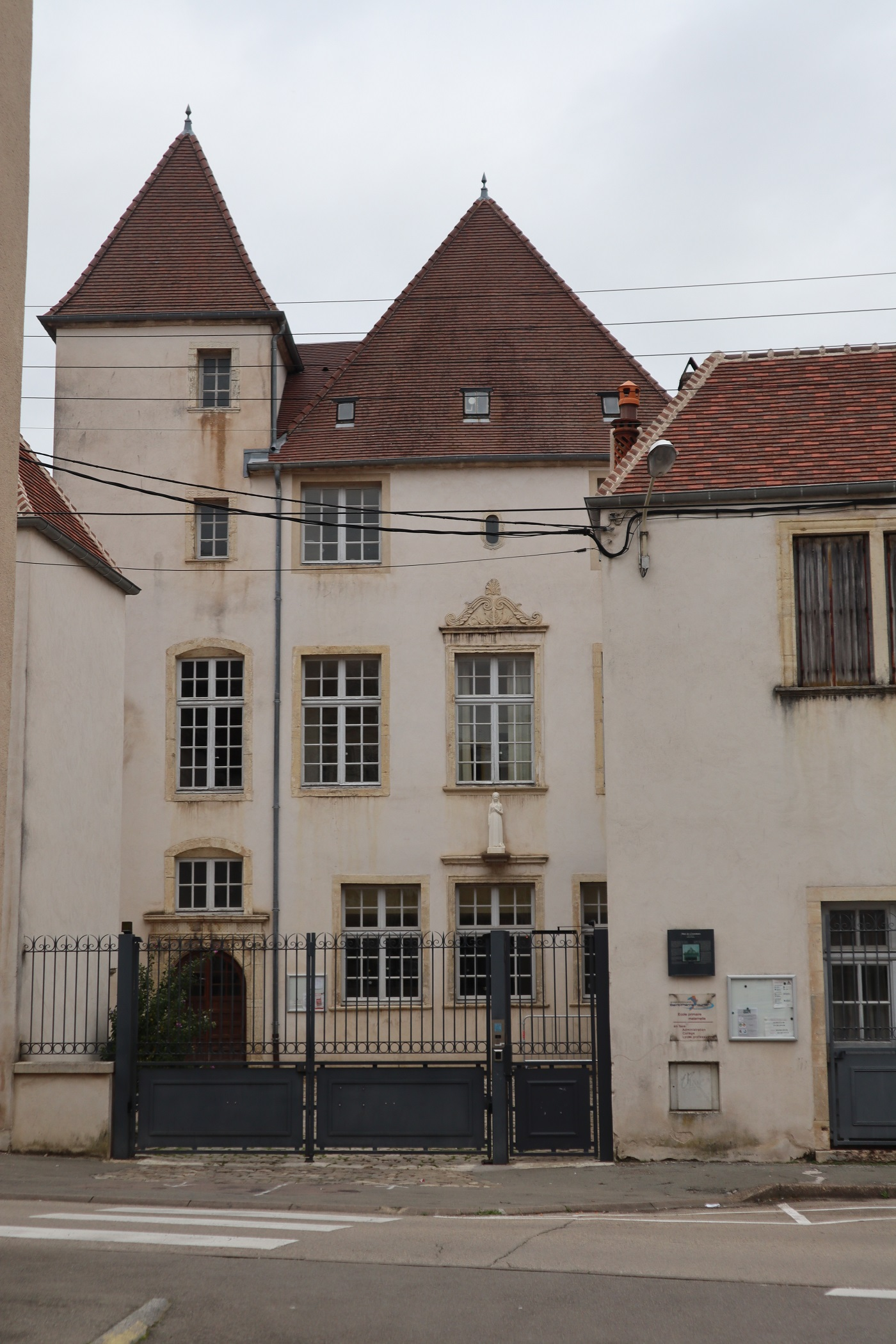
格雷的一所学校

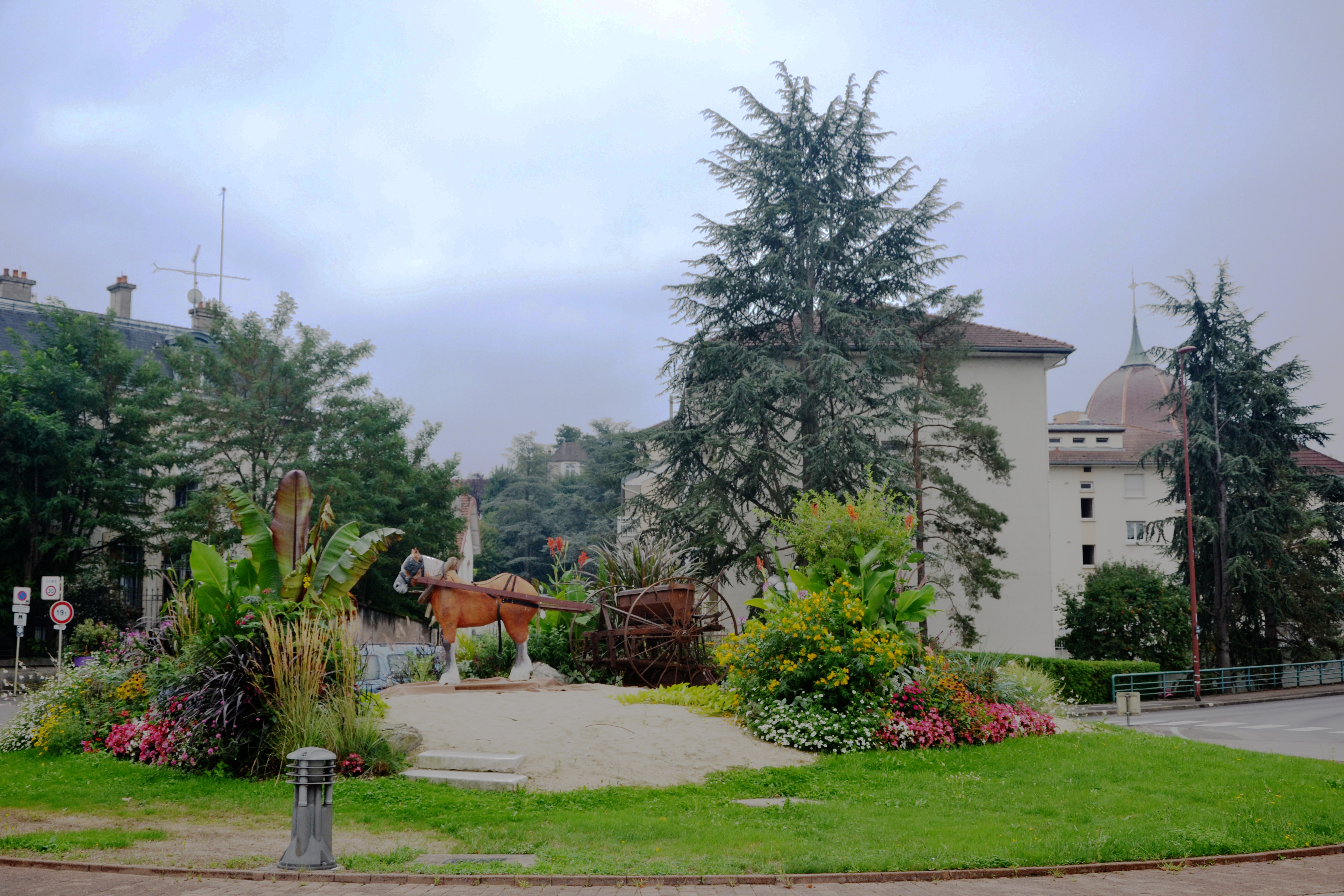
格雷的一处街心环岛

### 教育
格雷属于贝桑松学区。截止2020年1月1日，格雷境内共有2所幼儿园、3所小学、3所初级中学、1所普通高中、1所农业高中和2所职业高中。2018至2019学年度，格雷境内共有在校中等教育阶段学生1,707名。

### 医疗
截止2020年1月1日，格雷境内共有全科医生14名、保健师8名、牙医7名、护士20名和皮肤科医生1名。境内共有药房4家、养老院4家、残疾人帮扶中心2家。
格雷是上索恩省医疗集团（Groupe Hospitalier de la Haute-Saône）的服务范围，后者是法国的一个区域性医疗机构，在格雷市区北部设有一处含77个床位的皮埃尔·维泰尔医院（Hôpital Pierre Vitter），后者是当地规模最大的公立综合性医院。

### 住房
2018年，格雷境内共有各类住房3,223套，其中28.8%为独立式居民区，69.7%为集中式居民区。常住房屋占格雷市镇范围内居民建筑总量的79.3%。
在住房保障政策方面，2020年，格雷境内共有1,132户家庭获得了住房经济补助，受益人数占总人口数量的20.4%，其中1,093份为房租补助。

### 商业
2019年，格雷境内共有各类实体商铺227家，其中餐厅29家、大型超市5家、杂货店4家、面包房15家、肉铺3家、书店4家、装饰品店1家、银行门店8家、美容美发店13家、汽车维修店12家。市区西北部有一家Intermarché超市，市区东南部的里尼枫丹（Rigny Fontaine）街区则建有大型开放式商业街区。

### 体育
2020年，格雷境内共有2家游泳池、5间体育馆、1座综合体育场、7处网球场、1处马术场、3处足球或橄榄球场以及5处篮球或排球场。
截至2022年1月，格雷境内暂无注册足球俱乐部。阿尔克-格雷希望队（Espérance Arc-Gray，编号582364）是当地的一支足球队，注册地址位于格雷市区北部的阿尔克莱格雷（Arc-lès-Gray），2021至2022赛季参加勃艮第-弗朗什-孔泰大区足球联赛丙组（第八级别）。

### 环境
格雷的环境事务由其所属的格雷河谷市镇公共社区负责。2019年，格雷境内共有1家污染企业。

### 治安
2019年，格雷市镇范围内有1处宪兵队。
格雷所在地是沃苏勒宪兵总队的管辖范围。2020年，该宪兵总队辖区内共342个市镇累计发生各类案件2,889起，其中盗窃类案件1,344起，经济类案件517起，毒品交易类案件89起。

## 文化
2020年，格雷境内共有1家电影院和1家博物馆（马丁男爵博物馆）。格雷市政府格雷市政图书馆建于1799年，每周二、三、五、六向公众开放。

### 建筑
格雷境内有多处历史建筑，其中法国国家文物保护单位包括格雷圣母大教堂、格雷城堡塔楼等，格雷法院（Palais de justice de Gray）则是当地的地标性建筑物。

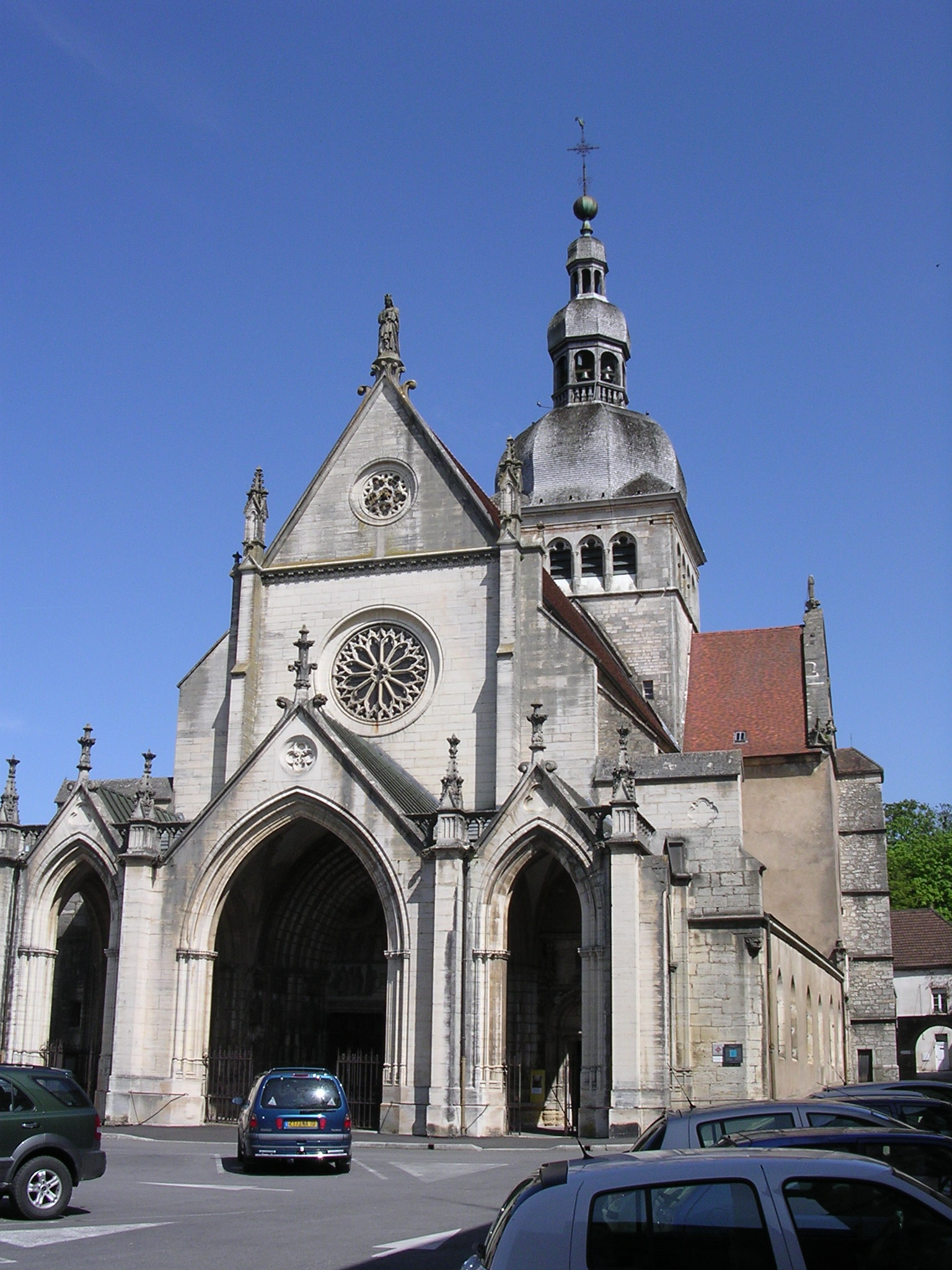
圣母大教堂（法语：Basilique Notre-Dame de Gray）
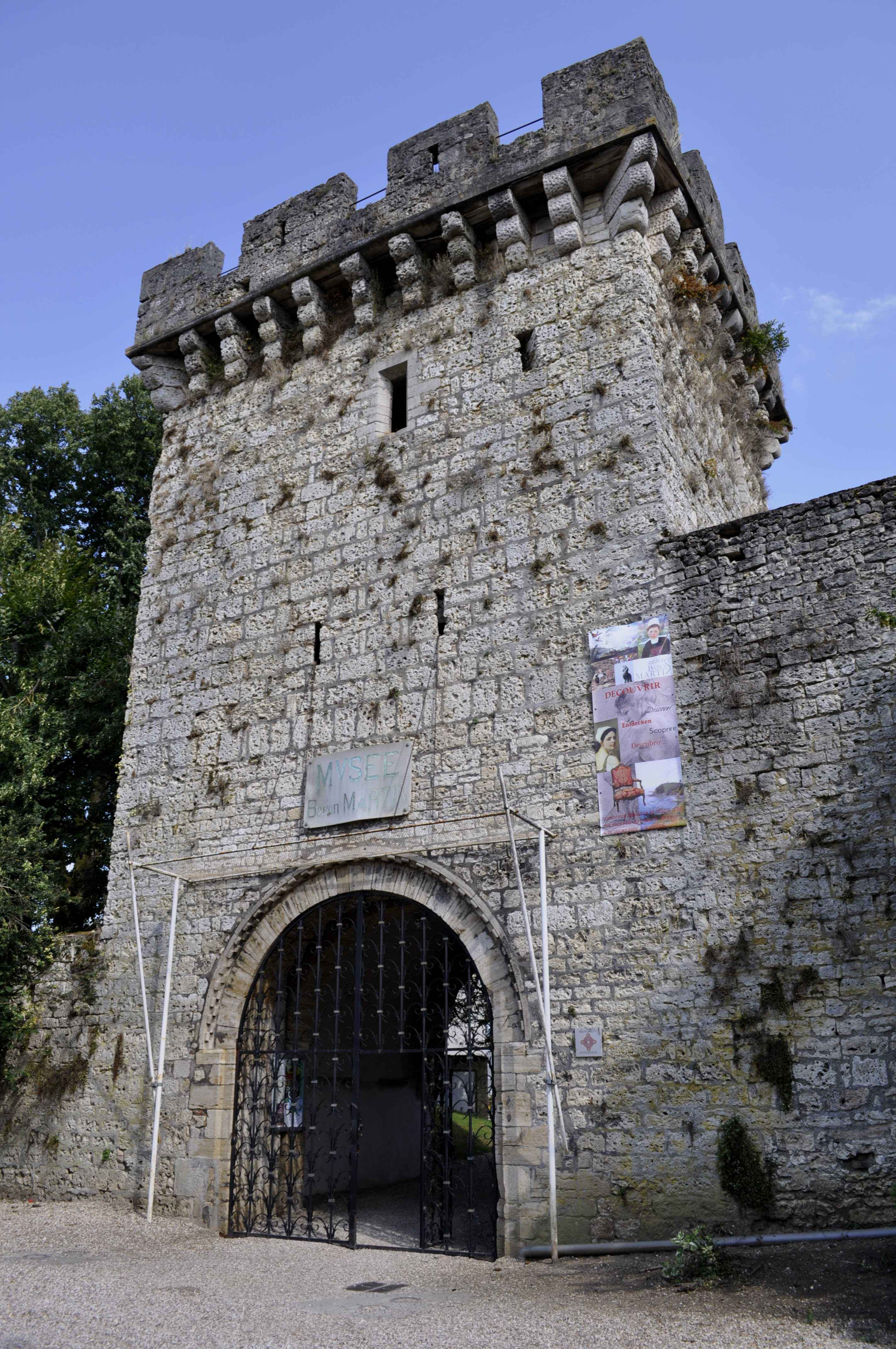
格雷城堡（法语：Château de Gray）塔楼
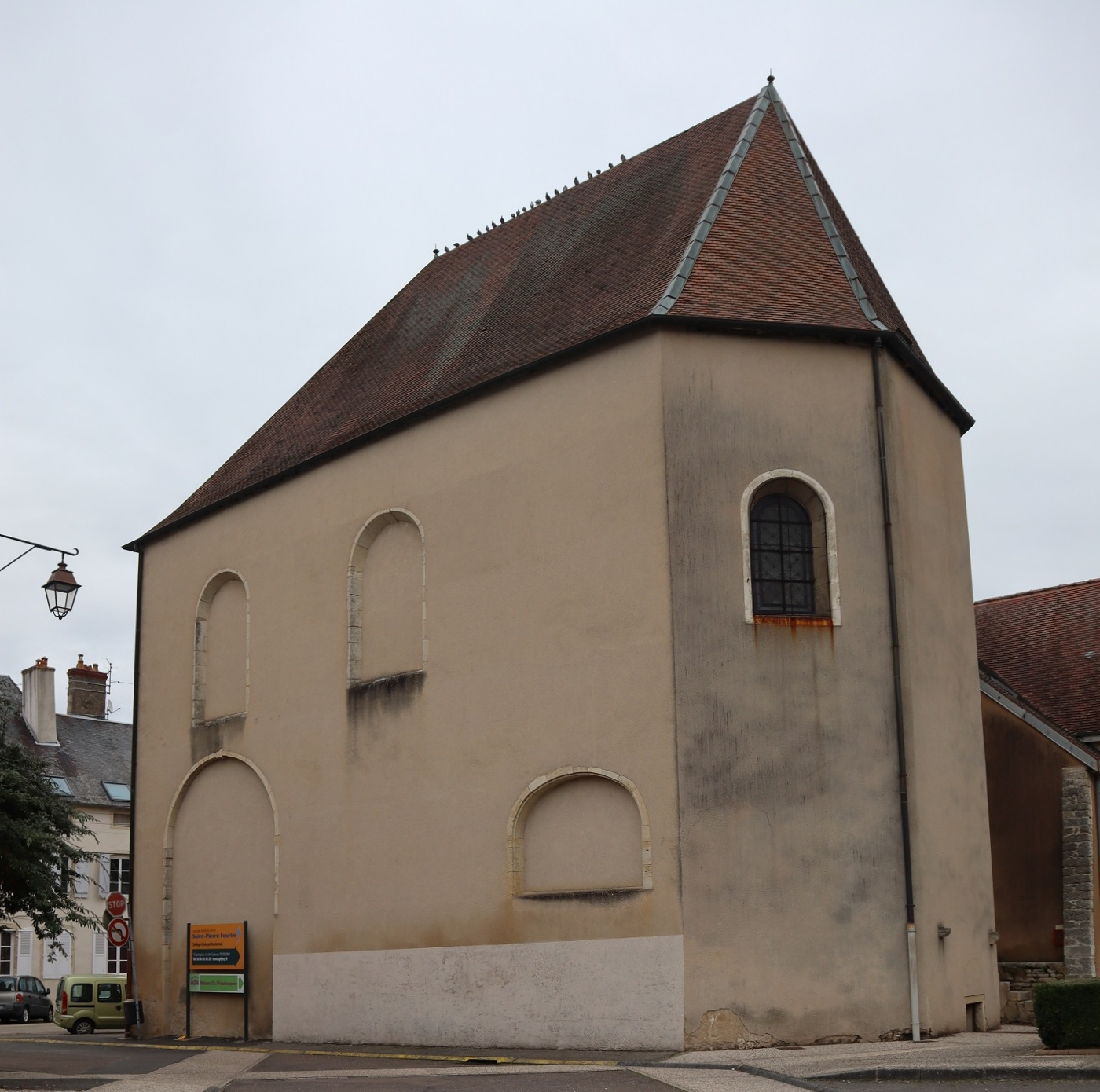
加尔默罗会堂
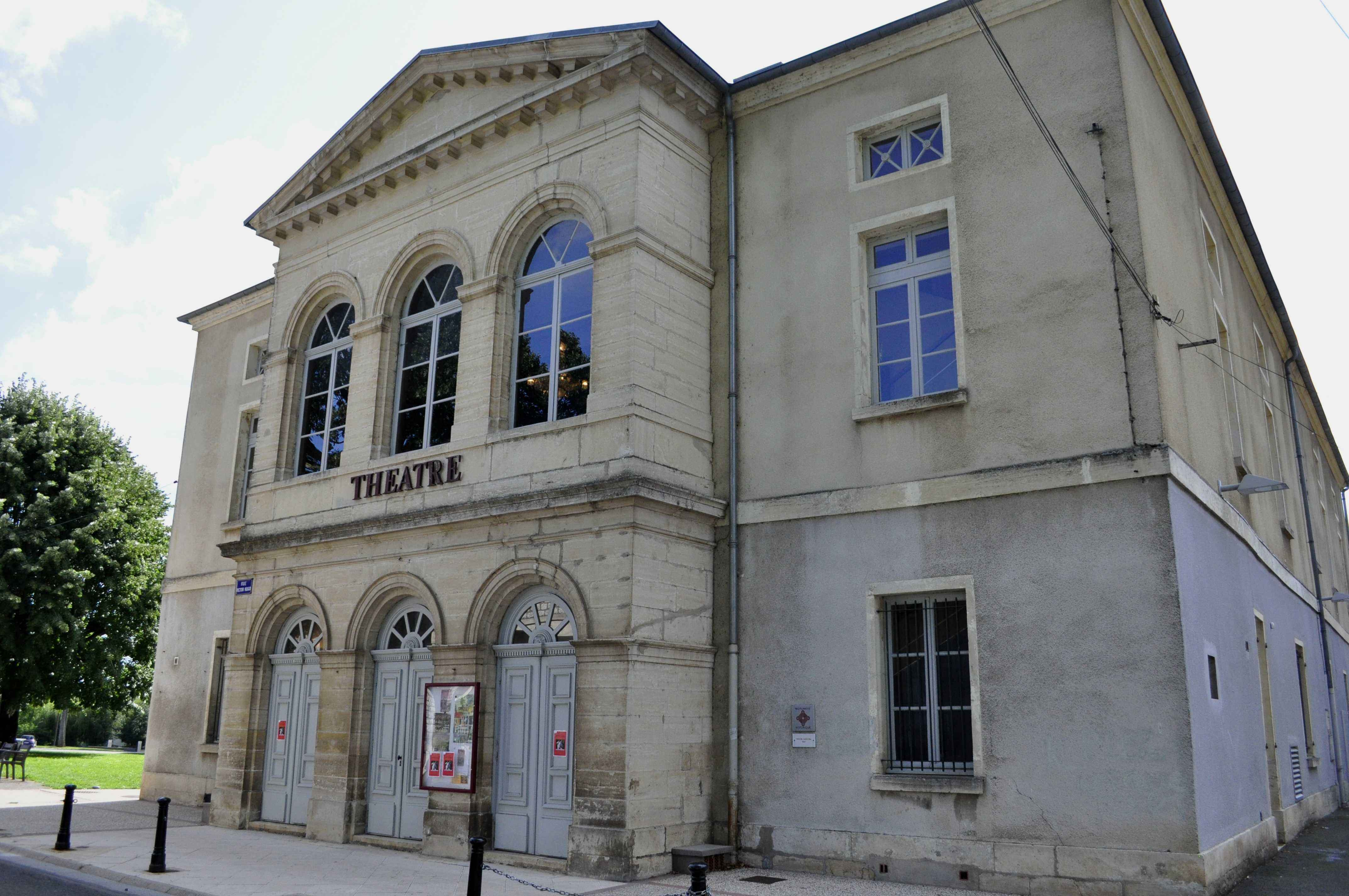
格雷剧场（法语：Théâtre de Gray）
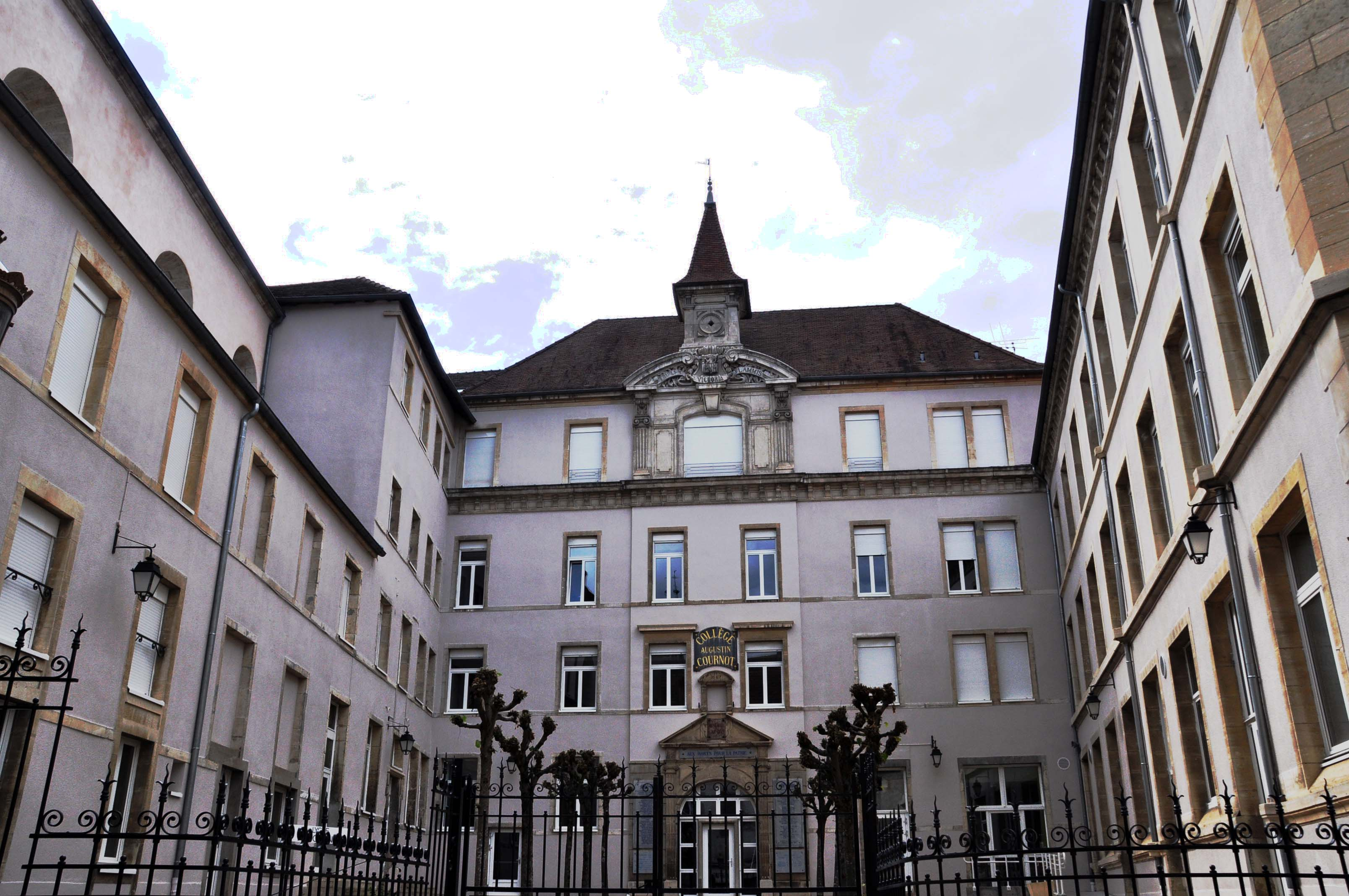
耶稣会
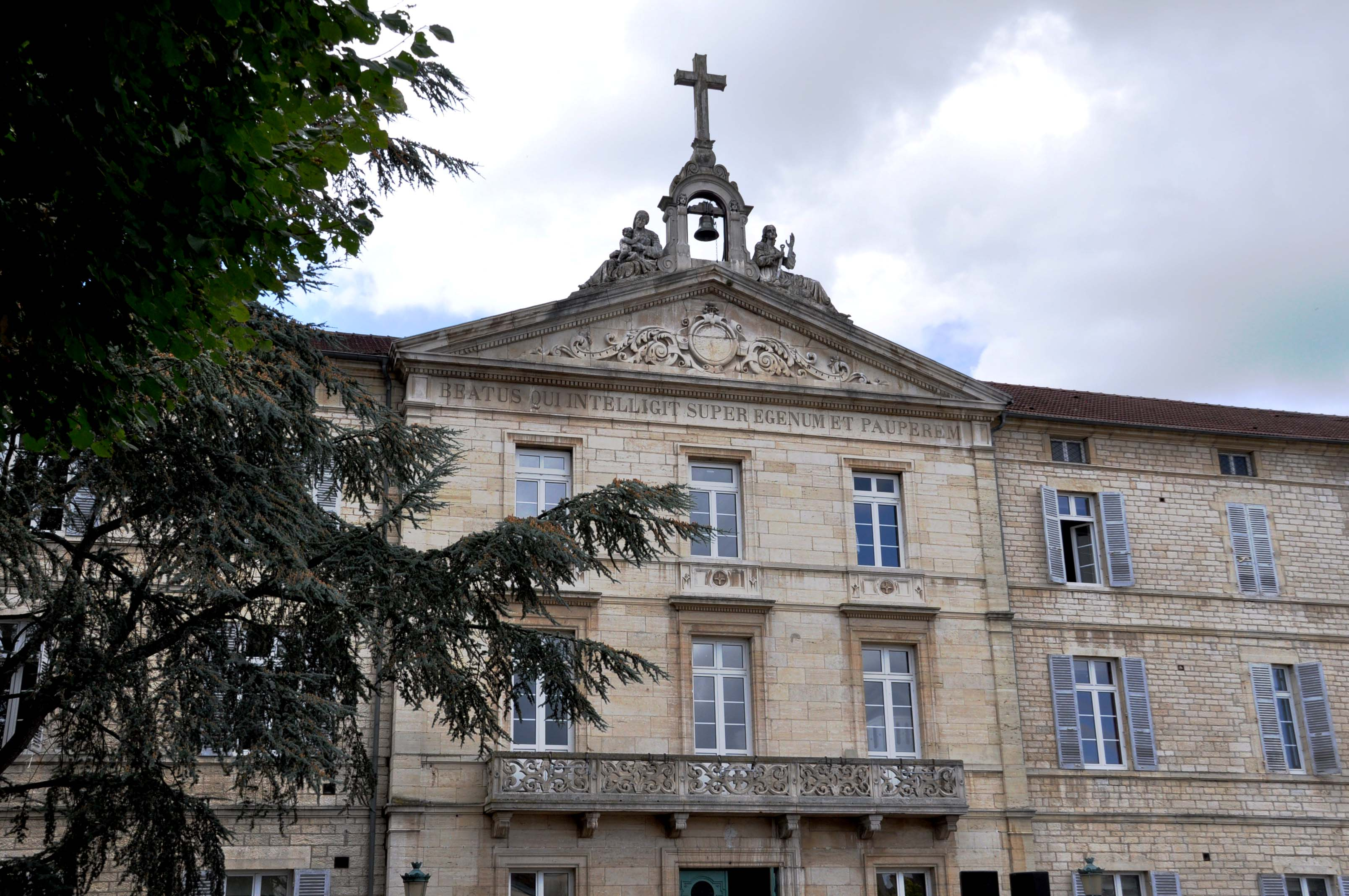
神学院
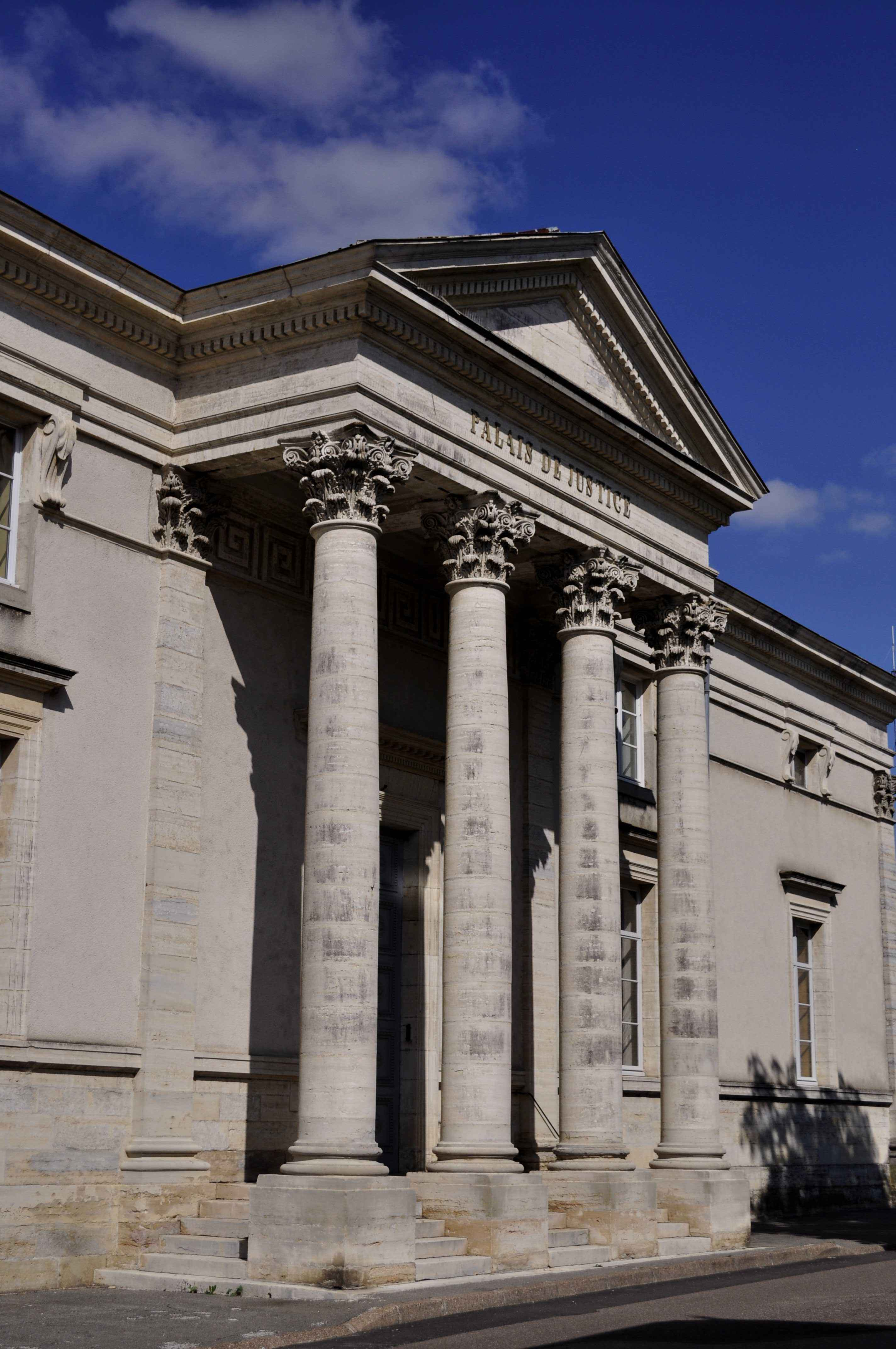
法院
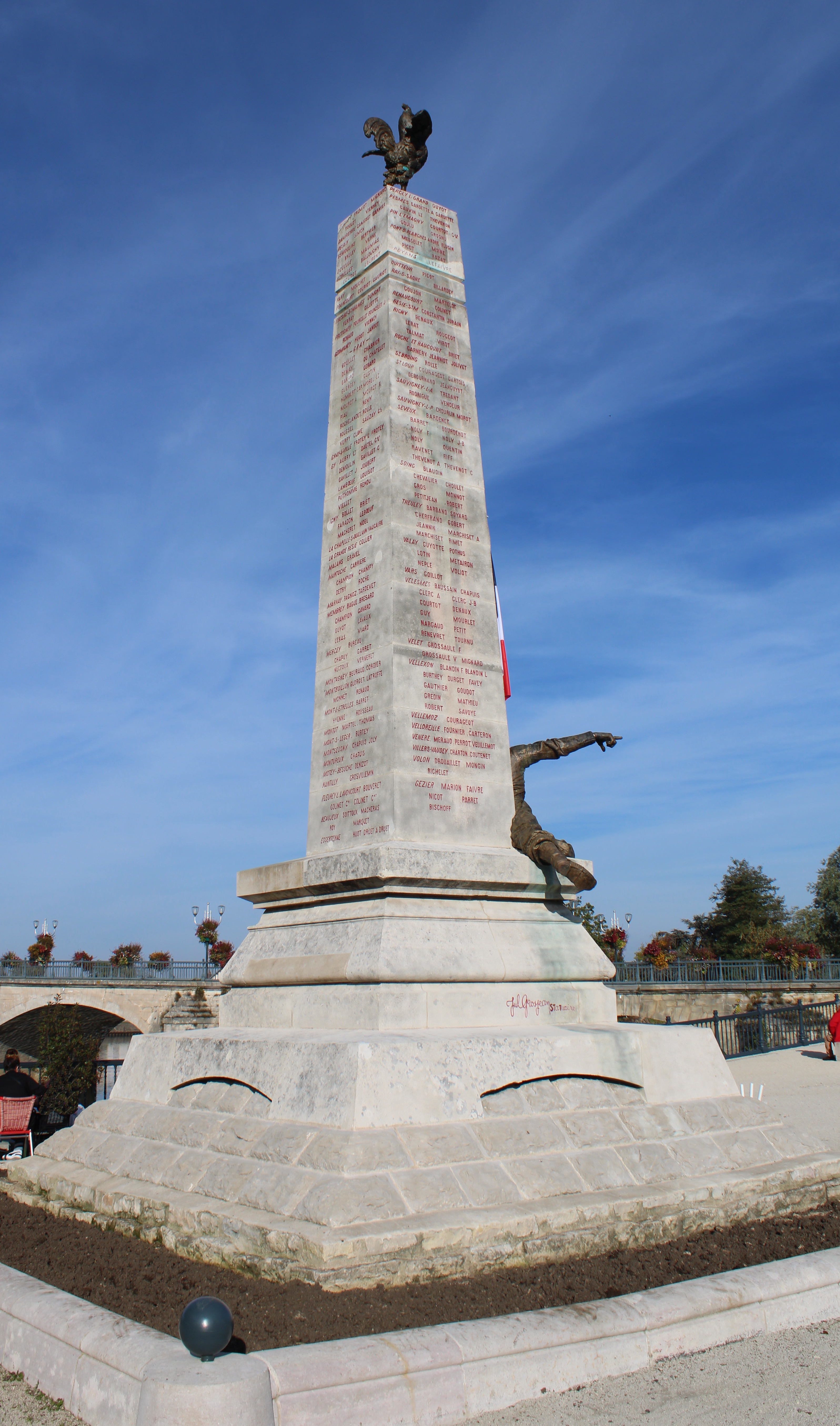
烈士纪念碑

### 旅游
格雷的旅游事务由其所属的格雷河谷市镇公共社区负责。2021年，格雷境内共有2家酒店共计58间房间；另有1个露营地，可容纳共74辆露营车。

### 媒体
法国主要的媒体均可在格雷接收，法国电视三台下属的勃艮第-弗朗什-孔泰大区频道在部分时段播出格雷所属区域的地方新闻。《东部共和国人报》是当地主要的地方媒体，总部位于南锡。

## 相关人物
法国工程师于格·桑班、数学家安托万·奥古斯丁·库尔诺、物理学家让-巴蒂斯特·罗梅·德利勒、音乐家路易·拉卢瓦出生于格雷。

## 友好城市
截至2022年1月，格雷共与一座城市互为友好城市关系：
- 德国 米尔海姆